# Aladdin (animatieserie)
Aladdin (alternatieve titels Disney's Aladdin en Aladdin's Arabian Adventures) is een Amerikaanse animatieserie van Walt Disney Television. De serie is een spin-off van de tekenfilm Aladdin en de vervolgfilm hierop, De Wraak van Jafar. De serie liep van 1994 tot 1996 met in totaal 86 afleveringen. In Vlaanderen werd de serie voor het laatst herhaald op Ketnet op 8 januari 2011.

## Verhaal
De serie gaat verder waar De Wraak van Jafar ophield. Aladdin en Jasmine zijn nog niet getrouwd, en voorlopig lijkt het er ook niet van te komen. Al dan niet samen met Jasmine maakt Aladdin samen met Geest, Iago en Abu verre reizen (zowel voor avontuur als politieke contacten met Agrabah). Verder wordt Agrabah zelf ook vaak belaagd door nieuwe gevaren.

## Achtergrond
De serie debuteerde tegelijk als een zaterdagochtendserie en als onderdeel van Disney Afternoon. Veel van de acteurs uit de films deden ook de stemmen van hun personages in de televisieserie.
De serie wordt in Vlaanderen heruitgezonden door Ketnet. De serie werd ook in Nederland uitgezonden op respectievelijk Net5 en SBS6.
Momenteel zijn er nog geen plannen om de serie op dvd uit te brengen.

## Personages

### Hoofdpersonages
- Aladdin, de nobele straatrat en redder in nood
- Geest, de fantasierijke, anachronistische djinn
- Abu, het vingervlugge aapje
- Iago, de ondeugende papegaai die vroeger Jafar diende
- Kleedje, het vliegende tapijt
- Prinses Jasmine, dochter van de sultan en Aladdins geliefde
- De sultan van Agrabah
- Rajsul, de stuntelige commandant van de koninklijke wacht, die 'arrivist' Aladdin haat
- Radja, de tijger van de koninklijke familie

### Schurken
- Abis Mal: een schurk uit de film De Wraak van Jafar, en een van de meest terugkerende personages in de serie. Ondanks zijn incompetentie probeert hij voortdurend Agrabah te veroveren. Zijn dievenbende is hij kwijt, dus hij wordt enkel nog bijgestaan door de geniepig-kruiperige Harud Hazi Bin.
- Mechanicles: een Griekse uitvinder en maker van vele oorlogsmachines, meestal gemodelleerd naar insecten. Hij is erg gebrand op hygiëne en orde.
- Mozenrath: een tovenaar, bijna net zo sterk als Jafar, niet veel ouder dan Aladdin. Hij heerst over de woestijn van het zwarte zand. Zijn macht komt van een magische handschoen, die zijn rechterarm echter deed verschompelen tot enkele skeletbotten. Heeft een constante honger naar macht, een murene-achtige vliegende assistent en gebruikt zombies als slaaf-soldaten.
- Ayam Aghul, een macabere tovenaar met een leger van skelet-slaven
- Nefir Hasenuf, een gierige en hebzuchtige tover-dwerg die met zijn team helpers uit alles munt probeert te slaan, liefst vanwege twee strijdende kampen
- Amin Dimoola, een kruimeldief in Agrabah
- Mirage: een tovenares in de gedaante van een humanoïde kat. Staat bekend om het verspreiden van angst en ellende. Haar motieven zijn niet altijd duidelijk.
- Aziz: een jeugdmakker van Aladdin die door een magische steen werd veranderd in een monster. Door z'n magische adem kan hij vrijwel alles doen wat hij wil.
- Saleen: een kwaadaardige zeemeermin.

### Andere personages
- Grosbertus, de lompe maar bevriende prins van het verre, primitieve Stinkenië
- Fasir: een ziener die ooit verliefd was op Mirage. Hij is een cycloop, maar verbergt dat door altijd een kap over zijn hoofd te dragen.
- Sultan Pasta Al'Dente: de sultan van het land Getsistan.
- De Mukhtar: de laatste van een ras van 'Mukhtars’, de erfvijanden van geesten.
- Thundra: de regenvogel, een groene vogel die dankzij haar amulet het weer kan beheersen. Iago en zij hebben een oogje op elkaar.
- Sadira: een vrouwelijke zwerfster die later de magie van de zandheksen leert gebruiken. Ze probeert een paar maal Aladdins hart te veroveren, maar accepteert uiteindelijk dat hij Jasmine verkiest
- Hippsodeth: de koningin van het amazones-eiland van Galifem.
- Eden: een vrouwelijke geest, en de vriendin van Aladdins Geest.

## Afleveringen
1. Air Feather Friends
2. Bad Mood Rising
3. To Cure a Theif
4. Do the Rat Thing
5. Never Say Nefir
6. Getting the Bugs Out
7. The Vapor Chase
8. Garden of Evil
9. Much Abu About Something
10. My Fair Aladdin
11. Some Enchanted Genie
12. Web of Fear
13. Mudder's Day
14. Plunder the Sea
15. Strike Up the Sand
16. I Never Mechanism I Didn't Like
17. Fowl Weather
18. Forget Me Lots
19. Scare Necessities
20. Sand Switch
21. Lost and Founded
22. Moonlight Madness
23. The Flawed Couple
24. Rain of Terror
25. Dune Quixote
26. The Day the Bird Stood Still
27. Of Ice and Men
28. Opposites Detract
29. Caught by the Tale
30. Elemental, My Dear Jasmine
31. Smolder and Wiser
32. The Game
33. Snowman is an Island
34. The Animal Kingdom
35. Power to the Parrot
36. The Sands of Fate
37. The Citadel
38. Poor Iago
39. The Secret of Dagger Rock
40. In the Heat of the Fright
41. The Seven Faces of Genie
42. The Wind Jackal of Mozenrath
43. A Clockwork Hero
44. Mission Imp Possible
45. Stinkerbelle
46. Shadow of a Doubt
47. Smells like trouble
48. The Way We War
49. Night of the Living Mud
50. Egg-stra Protection
51. Heads, You Lose
52. The Love Bug
53. The Sheep Taker
54. Armored and Dangerous
55. Shark Treatment
56. Black Sand
57. Love at First Sprite
58. Vocal Hero
59. The Lost City of the Sun
60. As the Netherworld Turns
61. Seems Like Old Crimes (part one)
62. Seems Like Old Crimes (part two)
63. From Hippsodeth, With Love
64. Destiny of Fire
65. The Return of Malcho
66. Raiders of the Lost Shark
67. Sneeze the Day
68. The Profit Motive
69. That Stinking Feeling
70. Beast or Famine
71. The Spice is Right
72. Hero with a Thousand Feathers
73. Witch Way Did She Go?
74. Sea No Evil
75. A Sultan Worth His Salt
76. Genie Hunt
77. The Lost Ones
78. Eye of the Beholder
79. The Hunted
80. Riders Redux
81. The Book of Khartoum
82. While the City Snoozes
83. Two to Tangle
84. The Ethereal
85. The Shadow Knows
86. The Great Rift

## Engelse stemmen
- Aladdin - Scott Weinger
- Jasmine - Linda Larkin
- Geest - Dan Castellaneta
- Iago - Gilbert Gottfried
- Abu - Frank Welker
- Sultan - Val Bettin
- Razoel - Jim Cummings
- Hakim - Frank Welker
- Fazal - Frank Welker
- Toendra - Candi Milo
- Abis Mal - Jason Alexander
- Haroud - James Avery
- Amin Damoula - Jeff Bennett
- Mozenrath - Jonathan Brandis
- Aziz - Michael Bell
- Sadira - Kellie Martin

## Nederlandse stemmen
- Aladdin - Bart Bosch
- Jasmine - Laura Vlasblom
- Geest - Fred Delfgaauw
- Iago - Bram Biesterveld
- Abu - Thera van Homeyer
- Sultan - Nolle Versyp
- Razoel - Just Meijer
- Hakim - Ruud Drupsteen
- Fazal - Stan Limburg
- Toendra - Thera van Homeyer
- Abis Mal - Serge-Henri Valcke
- Haroud - Just Meijer
- Amin Damoula - Stan Limburg
- Mozenrath - Victor van Swaay
- Aziz - Jon van Eerd
- Sadira - Thera van Homeyer